# Хинес Лопес, Альберто
Альберто Хинес Лопес (исп. Alberto Ginés López; род. 23 октября 2002, Касерес, Эстремадура) — испанский спортсмен, выступающий в спортивном скалолазании. Специализируется в лазании на трудность и боулдеринге. Чемпион Олимпийских игр 2020 в Токио. Он занял второе место на Кубке мира по лазанию на трудность в общем зачёте 2019 года и выиграл серебряную медаль на чемпионате Европы 2019 года по скалолазанию.

## Биография
Альберто Хинес Лопес родился 23 октября 2002 года.
Хинес начал заниматься скалолазанием вместе со своими родителями в юном возрасте. В 2013 году Альберто, которому на тот момент было 10 лет, познакомился с профессиональным тренером по скалолазанию Давидом Масией в Роделларе после того, как отец Хинеса привёл сына в секцию. Масия был удивлён настроем, с которым Хинес Лопес поднялся на Эль-Дельфин (7c +) и стал его тренером. В 2016 году, после объявления о том, что скалолазание станет олимпийским видом спорта на летних Олимпийских играх 2020 года в Токио, он переехал из Касереса в Барселону, чтобы тренироваться ради квалификации на главный старт.
В августе 2017 года Хинес завоевал серебряную медаль молодёжного чемпионата мира в лазании на трудность среди молодёжи. Через месяц он выиграл молодёжный чемпионат Европы по лазанию на трудность. В мае 2018 года Хинес выиграл молодёжный чемпионат Европы, а в августе 2019 года он завоевал бронзовые медали молодёжного чемпионата мира в лазании на трудность и в многоборье среди молодёжи. Месяц спустя Альберто также выиграл бронзу на молодёжном чемпионате Европы в лазании на трудность.
6 октября 2019 года Альберто Хинес завоевал серебряную медаль на чемпионате Европы по лазанию на трудность. Позже в том же месяце он занял второе место в Кубке мира по скалолазанию, выиграв медали на двух из шести этапов: бронзу в Кране и серебро в Индзае. В ноябре испанец квалифицировался для участия в летних Олимпийских играх 2020 года в Токио.
На Олимпиаде в квалификации Хинес Лопес стал седьмым в лазании на скорость (6,32 с во второй попытке), занял 14-е место в боулдеринге (1 топ и 1 зона), а затем стал третьим в лазании на трудность (больше 41 зацепа). Он занял шестое место в многоборье и вышел в финал. В финале в лазании на скорость победил, сначала оказавшись сильнее Колина Даффи, совершившего фальстрат в четвертьфинале, затем сильнее чеха Адама Ондра в четвертьфинале, и, наконец, в финале прошёл эталонную трассу быстрее Томоа Нарасаки. Тем не менее, в боулдеринге Альберто не достиг ни одного топа и занял последнее седьмое место. В лазании на трудность занял четвёртое место, пройдя 38 зацепов. Первого места в скорости, седьмого в боулдеринге и четвёртого в трудности испанцу хватило, чтобы стать олимпийским чемпионом: в его активе 28 очков, тогда как у серебряного призёра Натаниэля Коулмана 30.